# Вукдраг
Вукдраг (ум.1327.) је био српски племић који је служио краљу Стефану Дечанском (р. 1321–31) као челник.
Био је властелин у планинском подручју Рудника. Био је ктитор и оснивач манастира Светог Јована, коју је подигао у рашком стилу у Дићима (код Љига), испод Рудника, пре 1327. године, највероватније као породични храм. Имао је једну од важних губернаторских функција у Рудничкој области (покрајини) за време краљева Стефана Милутина (р. 1282–1321) и Стефана Дечанског.
Сахрањен је у храму који је подигао, где његов надгробни натпис говори да је преминуо 8. маја 1327. године на празник Господњи (Спасовдан) и да се замонашио, узевши име Никола и да је носио титулу челника. Нејасно је да ли је у то време постојала једна или више особа са том титулом; Ђураш Илијић (ф. 1326–62) се са титулом помиње 1326. године, а Градислав Војшић (фл. 1284–1327), други пут, 1327. године. 
Као монах Никола, сахрањен је у посебној гробници унутар цркве, а надгробни споменик му је поставила супруга Владислава (монахиња Ана).
Откопавање надгробног споменика дало је нове чињенице у разумевању територијалних контура српске државе северно од Рудника крајем 13. и почетком 14. века. Око цркве је откривена највећа средњовековна некропола у Србији са равним надгробним споменицима (више од 180 плоча) који припадају најстаријој фази стећачке културе.